# SMS Wolf
SMS Wolf var en hjælpekrydser og minelægger i den tyske kejserlige flåde, der var i tjeneste under Første verdenskrig. Hun var oprindeligt bygget som et civilt fragtskib og sejlede fra 1913 til 1916 for det Bremen-baserede rederi DDG "Hansa" under navnet D/S Wachtfels, forinden hun blev konverteret til militær brug.
Skibet gennemførte i 1916-18 et togt gennem Atlanten, Stillehavet og det Indiske ocean, hvor hun opbragte og sænkede 14 handelsskibe, ligesom mindst 13 skibe blev sænket af miner udlagt af Wolf. Efter at have opbragt fremmede handelsskibe bemægtigede Wolf sig det opbragte skibs last, herunder kul, men også råvarer i form af metaller, som var vigtige for den tyske krigsindsats. Handelsskibenes besætninger blev taget som krigsfanger og interneret på Wolf og det opbragte skib sænket. Under togtet, der var det længste, der blev gennemført af noget krigsskib under første verdenskrig, sænkede Wolf mindst 27 skibe med en samlet tonnage på ca. 110.000 tons. Efter togtet vendte hun tilbage til flådebasen i Kiel med et omfattende krigsbytte og adskillige krigsfanger.
Ved første verdenskrigs afslutning blev hun beslaglagt af ententemagterne og blev herefter overdraget til Frankrig, hvor hun sejlede som handelsskib mellem de franske besiddelser i Stillehavet. Hun udgik af tjeneste i 1930, hvorefter hun i 1931 blev ophugget i Italien.

## Bygning og civil tjeneste
Skibet, der senere blev hjælpekrydseren Wolf, blev oprindeligt bygget som Wachtfels i 1913 ved skibsværftet Flensburger Schiffbau-Gesellschaft. Skibet løb af stablen den 8. marts 1913 og blev leveret til rederiet den 19. april samme år.
Hun var en del af en serie på syv fragtskibe, der blev bygget på fire tyske værfter mellem 1913 og 1915 for det tyske rederi Deutsche Dampfschiffahrtsgesellschaft „Hansa". De første tre blev leveret i første halvår af 1913 og var udover Wachtfels skibene Rappenfels (bygget på værftet Bremer Vulkan) og Solfels (bygget på værftet Tecklenborg). Ved begyndelsen af første verdenskrig blev skibene Schneefels og Frankenfels leveret fra værftet i Flensborg og Greiffenfels fra værftet AG Weser. I 1915 leverede AG Weser det sidste skib i serien, Sonnenfels.
Tre af de seks leverede skibe gik tabt for rederiet umiddelbart efter krigsudbruddet. Frankenfels befandt sig i Calcutta i Britisk Indien, hvor hun blev beslaglagt. Rappenfels var ved krigsudbruddet på vej til Colombo (også i Britisk Indien), hvor hun kort forinden anløb til havn blev opbragt af det britiske slup HMS Espiegle. Schneefels var på vej fra Calcutta til New York City, da hun blev opbragt i Gibraltarstrædet af en britisk torpedobåd.
På grund af krigen opnåede Wachtfels ikke megen sejltid som civilt handelsskib.

## Beskrivelse og historie

### Baggrund og forberedelser til militær tjeneste
Landkrigen var i 1916 i en fastlåst fase, hvor der trods store ofre på begge sider af fronterne ikke var udsigt til en snarlig afgørelse. Tyskland var undergivet den britiske blokade, der medførte vanskeligheder for den tyske økonomi og forsyninger af råvarer og gødning til Tyskland. Slaget ved Jylland havde ikke kunne bryde den britiske blokade, men Tyskland var overbevist om, at mulighederne for opnåelse af en tysk sejr i krigen ville forbedres væsentlig, såfremt det kunne lykkes at isolere England og hindre varetilførslen til de britiske øer. Som led heri var ubåds-krigen vigtig, men Tyskland ønskede i 1916 at forstærke angrebene på handelsskibe til England og at bringe kaos i varetilførslen fra Englands kolonier gennem angreb på handelsruterne. Til brug herfor iværksatte den tyske admiralstab i 1916 en plan, der ved hjælp af hjælpekrydsere skulle intensivere angrebene på handelsskibe i verdenshavene.
Den tyske admiralstab udpegede en række flådeofficerer til at finde egnede fragtskibe til ombygning og indsættelse som hjælpekrydsere. En af disse udpegede officerer var fregatkaptajn Karl August Nerger, der fik til opgave at finde et skib, der skulle bære navnet Wolf ("Ulv").
Nerger valgte fragtskibet Wachtfels, der på daværende tidspunkt lå i tørdok i Hamborg. Nergers plan med skibet var at foretage et togt længere end noget andet tidligere foretaget togt. Wachtfels blev ikke ikke valgt til opgaven på grund af hendes maksimale fart på 10,5 knob (19,5 km/t). Hendes styrke var skibets almindelige udseende samt mulighederne for at maskere skibet i form af falske skorstene og master, der kunne hejses eller sænkes for at ændre skibets udseende, samt opsætning af falske sider, der kunne skjule hendes våben indtil sidste øjeblik. Herudover havde hun en rækkevidde på 32.000 sømil (knap 60.000 km) takket være hendes kapacitet til at medbringe 8.000 tons kul (forbrug af 35 tons kul i døgnet med en hastighed på 8 knob). Med en sådan rækkevidde ville Wachtfels være i stand til at holde sig i søen i seks måneder, nok til at bringe hende til det Indiske Ocean og retur uden at søge havn for at laste kul til maskinen.
Nerger meddelte imidlertid den tyske admiralstab, at han planlagde et togt på et helt år. Admiralstabens ledelse var skeptisk, da skibet ikke ville kunne kommunikere via radio under togtet som følge af risikoen for at blive opsporet, ligesom skibet ikke ville kunne gå i havn for at laste kul. Nerger holdt dog fast i sin plan, og forventede, at han ville være i stand til at skaffe sig kul fra skibe opbragt under togtet. På Nergers anbefaling blev Wachtfels herefter erhvervet af den kejserlige marine i maj 1916, der gav hende det midlertidige navn Jupiter,hvorefter arbejdet med ombygningen til hjælpekrydser kunne påbegyndes.

### Ombygning til hjælpekrydser
Wachtfels (nu Jupiter) blev ombygget på værftet i Wilhelmshaven. På værftet blev skibet ændret, således at det kunne huse flere hundrede krigsfanger, ligesom skibet blev delvist pansret. Nerger insisterede på, at skibets hospitalsafdeling blev udvidet, således at der kunne udføres større operationer ombord. Skibets radioafdeling blev ligeledes udvidet og bestod af syv operatører. Selv om Wolf ikke kunne sende signaler på grund af risikoen for opdagelse, var det væsentligt, at skibet kunne aflytte andre skibes kommunikation. Mange britiske skibe anvendte dengang simple krystalapparater eller primitive radioer med en begrænset senderadius, der var forholdsvis simple at aflytte. Det tyske radioudstyr udviklet af Telefunken var langt mere avanceret med sendemast nær Berlin, der med en senderadius på 8.000 km var i stand til at sende radiosignaler helt til Kina og Sydamerika.
Som bevæbning blev Wolf udstyret med seks 15 cm kanoner, tre 5,2 cm kanoner og adskillige andre våben med mindre kaliber samt fire torpedorør på 50 cm. Hun kunne medbringe 16 torpedoer. Skibet blev yderligere modificeret ved, at rælingen ved kanonerne blev gjort sænkbar, således at kanonernes løb kunne række udover rælingen.
Hun blev endvidere udstyret med udstyr til udlægning af miner. Hun blev kunne medbringe og udlægge mere end 450 miner.
Til kamuflage blev installeret falske master, der kunne hæves og sænkes, der blev bygget en ydre skal til skibets skorsten, der gjorde det muligt at ændre skibets silohuet, og der blev installeret tanke til at udlægge røgslør. Skibet blev endvidere lastet med skibsmaling i flere farver, således at skibets bemaling løbende kunne ændres.
Efter den første ombygning foretog hun i nogle måneder øvelser i Østersøen med sin besætning, hvor hun bl.a. fungerede som forsyningsskib for U-både. Efter afslutningen af øvelserne blev de sidste modifikationer af skibet færdiggjort, og skibet omdøbt til SMS Wolf.

### Wölfchen
I forbindelse med ombygningen til hjælpekrydser blev Wolf også udstyret med faciliteter til at medbringe et rekognosceringsfly i form af et søfly, der kunne lette og lande fra havet og hejses om bord på Wolf. Rekognoceringsflyet skulle opspore potentielle mål. Brug af et rekognosceringsfly til støtte for en hjælpekrydser var en nyskabelse og fandt sted på et tidspunkt, hvor flystøtte til skibe stadig var på et eksperimentelt stadie og hvor der endnu ikke var udviklet egentlige hangarskibe.
Til rekognosceringsfly blev valgt en to-sædet FF.33 fra den tyske flyproducent Friedrichshafen, der fik navnet Wölfchen ("lille ulv" eller "ulveungen").
FF.33 var i stand til efter datidens forhold at kunne stige forholdsvis hurtigt, hvilket gjorde flyet velegnet til opgaven, men det største fortrin var flyets lange aktionsradius, der var muliggjort af, at flyet kunne holde sig i luften 4-5 timer.
Under de indledende øvelser med Wolf blev Wölfchens vinge beskadiget under affyringen af en kanon, mens hun stod på dækket. Flyet måtte bringes til en nærliggende værksted for reparation.
Wölfchen foretog 60 flyvninger under Wolfs 15 måneder lange togt i 1916-18.

## Togtet 1916-18
Den 30. november 1916 forlod Wolf flådebasen i Kiel med kaptajn Nerger og en besætning på 336 mand, heraf 12 officerer. Hun blev eskorteret af ubåden U-66 gennem Skagerrak og ud i Nordatlanten, hvor hun passerede nord om Skotland og Island og gik herefter sydover ned gennem Atlanten.
Hun nåede Kap det gode håb, hvor hun udlagde miner, og sejlede herefter mod det Indiske ocean. Her udlagde hun miner ud for havnene i Colombo og i Bombay. Herefter drog hun mod Australien og New Zealand. Udfor Sidney udlagde hun miner, ligesom der også blev udlagt miner ud for New Zealands kyst. Efter udlægningen af de sidste miner med New Zealand stod hun mod farvandene ved Sydøstasien omkring Singapore og Indonesien, førend hun påbegyndte hjemrejsen.
På vej hjem kaprede hun det spanske skib Igotz Mendi. SMS Wolf var fyldt op med krigsfanger og krigsbytte og kaptajn Nerger besluttede derfor at sejle med Igotz Mendi til Kiel. SMS Wolf kom igennem den britiske spærring gennem Nordatlanten og ned gennem Skagerrak. Ud for Skagen i Danmark sejlede skibene ind i en tæt tåge og Igotz Mendi grundstødte den 24. februar 1918. Danske redningsfartøjer hjalp passagerer og besætning i land. Besætningen blev interneret i det neutrale Danmark i overensstemmelse med international lov, hvilket i Tyskland imidlertid indbragte kritik.
Efter 451 dage på havet vendte hun tilbage til Kiel den 24. februar 1918 med 467 krigsfanger ombord. Derudover medbragte hun store mængder af gummi, kobber, zink, messing, silke, kakao og andre varer og råvarer, som hun under sit togt havde bemægtiget sig. Wolf havde på egen hånd foretaget den længste rejse som noget krigsskib foretog under første verdenskrig. Alle besætningsmedlemmer modtog den tyske orden Jernkorset og kaptajn Nerger modtog den højeste tyske orden Pour le Mérite.

## Sænkede skibe under togtet
I løbet af de 15 måneder Wolf var på søen lykkedes det at opbringe og sænke 14 skibe med en samlet tonnage på 38.391 BRT. Hun udlagde endvidere minefelter, der sænkede 13 andre skibe med en tonnage på 75.888. Det største tab hun forårsagede var sænkningen af den spanske damper Carlos de Einzaguirre, der var på vej fra Cadiz til Manila. Skibet gik på en mine udlagt af Wolf nær Cape Town og sank på kun fire minutter. 134 personer, herunder 12 kvinder og fem børn omkom.
| Dato     | Skib            | Type      | Nationalitet | Tonnage BRT | Skæbne |
| -------- | --------------- | --------- | ------------ | ----------- | --- |
| 27.1.17  | Turritella      | Fragtskib | Britisk      | 5.528       | Skibet (der oprindeligt var ejet af DDG "Hansa" som Gutenfels og beslaglagt af England i 1914) blev overtaget og udstyret som hjælpekrydser og under navnet SMS Iltis sendt mod Aden for mineudlægning. Efter udlægning blev hun den 15.3.17 sænket for at undgå ny engelsk beslaglæggelse |
| 1.3.17   | Jumna           | Fragtskib | Britisk      | 4,152       | Sænket |
| 11.3.17  | Wordsworth      | Fragtskib | Britisk      | 3,509       | Sænket |
| 30.3.17  | Dee             | Sejlskib  | Britisk      | 1,169       | Sænket |
| 2.6.17   | Wairuna         | Fragtskib | Britisk      | 3,947       | Sænket |
| 16.6.17  | Winslow         | Sejlskib  | US           | 567         | Sænket |
| 9.7.17   | Beluga          | Sejlskib  | US           | 507         | Sænket |
| 14.7.17  | Encore          | Sejlskib  | US           | 651         | Sænket |
| 6.8.17   | Matunga         | Fragtskib | Britisk      | 1,618       | Sænket |
| 26.9.17  | Hitachi Maru    | Fragtskib | Japansk      | 6,557       | Sænket |
| 10.11.17 | Igotz Mendi     | Fragtskib | Spansk       | 4,648       | Opbragt og forsøgt sejlet til Kiel; grundstødt ved Skagen den 24.2.18 |
| 30.11.17 | John H Kirby    | Sejlskib  | US           | 1,296       | Sænket |
| 15.12.17 | Marechal Davout | Sejlskib  | Fransk       | 2,192       | Sænket |
| 4.1.18   | Storebror       | Sejlskib  | Norsk        | 2,050       | Sænket |

| Dato     | Skib                 | Type      | Nationalitet | Tonnage | Sted        |
| -------- | -------------------- | --------- | ------------ | ------- | ----------- |
| 26.1.17  | Matheran             | Fragtskib | Britisk      | 7,654   | Cape Town   |
| 12.2.17  | Cilicia              | Fragtskib | Britisk      | 3,750   | Cape Town   |
| 26.5.17  | Carlos de Eizaguirre | Fragtskib | Spansk       | 4,350   | Cape Town   |
| 10.8.17  | City of Athens       | Fragtskib | Britisk      | 5,604   | Cape Town   |
| 17.2.17  | Worcestershire       | Fragtskib | Britisk      | 7,175   | Colombo     |
| 21.2.17  | Perseus              | Fragtskib | Britisk      | 6,728   | Colombo     |
| 16.6.17  | Unkai Maru           | Fragtskib | Japansk      | 2,143   | Bombay      |
| 24.6.17  | Mongolia             | Fragtskib | Britisk      | 9,505   | Bombay      |
| 29.7.17  | Okhla                | Fragtskib | Britisk      | 5,288   | Bombay      |
| 17.11.17 | Croxteth Hall        | Fragtskib | Britisk      | 5,872   | Bombay      |
| 26.6.18  | Wimmera              | Fragtskib | Britisk      | 3,622   | Australien  |
| 6.7.17   | Cumberland           | Fragtskib | Britisk      | 9,471   | Australien  |
| 18.9.17  | Port Kembla          | Fragtskib | Britisk      | 4,700   | New Zealand |

## Efter togtet
Under den resterende del af krigen var Wolf udstationeret i Østersøen. Efter krigen blev hun beslaglagt og den 5. april 1919 overdraget til den franske stat, hvor hun blev ombygget til fragtskib igen og atter fik navnet Wachtfels. Frankrig solgte i 1921 skibet til firmaet Compagnie des Messageries Maritimes i Paris, der omdøbte hende til Antinous. Hun sejlede herefter i Stillehavet, indtil hun blev ophugget i Italien i 1931.
Et medlem af Wolfs besætning var en ung Theodor Plivier, der siden blev en revolutionær kommunist og berømt forfatter. Efter hjemkomsten deltog Plivier i mytteriet i Bremerhaven, der førte til matrosoprøret i Kiel, der indirekte førte til første verdenskrigs ophør. I Pliviers første roman Des Kaisers Kulis (Kejserens kulier) beskrev han sine oplevelser ombord på Wolf. Romanen blev omskrevet til et teaterstykke, der under nazi-tiden blev forbudt. Et andet besætningsmedlem var Jakob Kinau, hvis dagbog fra togtet blev udgivet i 1934 på Quickborn-Verlag i Hamborg. I dagbogen er beskrevet detaljerne i mytteri ombord på Wolf, hvilket dog ikke er omtalt i andre erindringsbøger fra Wolfs mandskab..

## Eksterne links
- Wikimedia Commons har flere filer relateret til SMS Wolf
- Report on the voyage of the Wolf
- TV-Interview with the author of the book "The Wolf"
- Website of the book The Wolf

16°36′S 59°07′Ø / 16.6°S 59.12°Ø